# Els Pastorets de Calaf

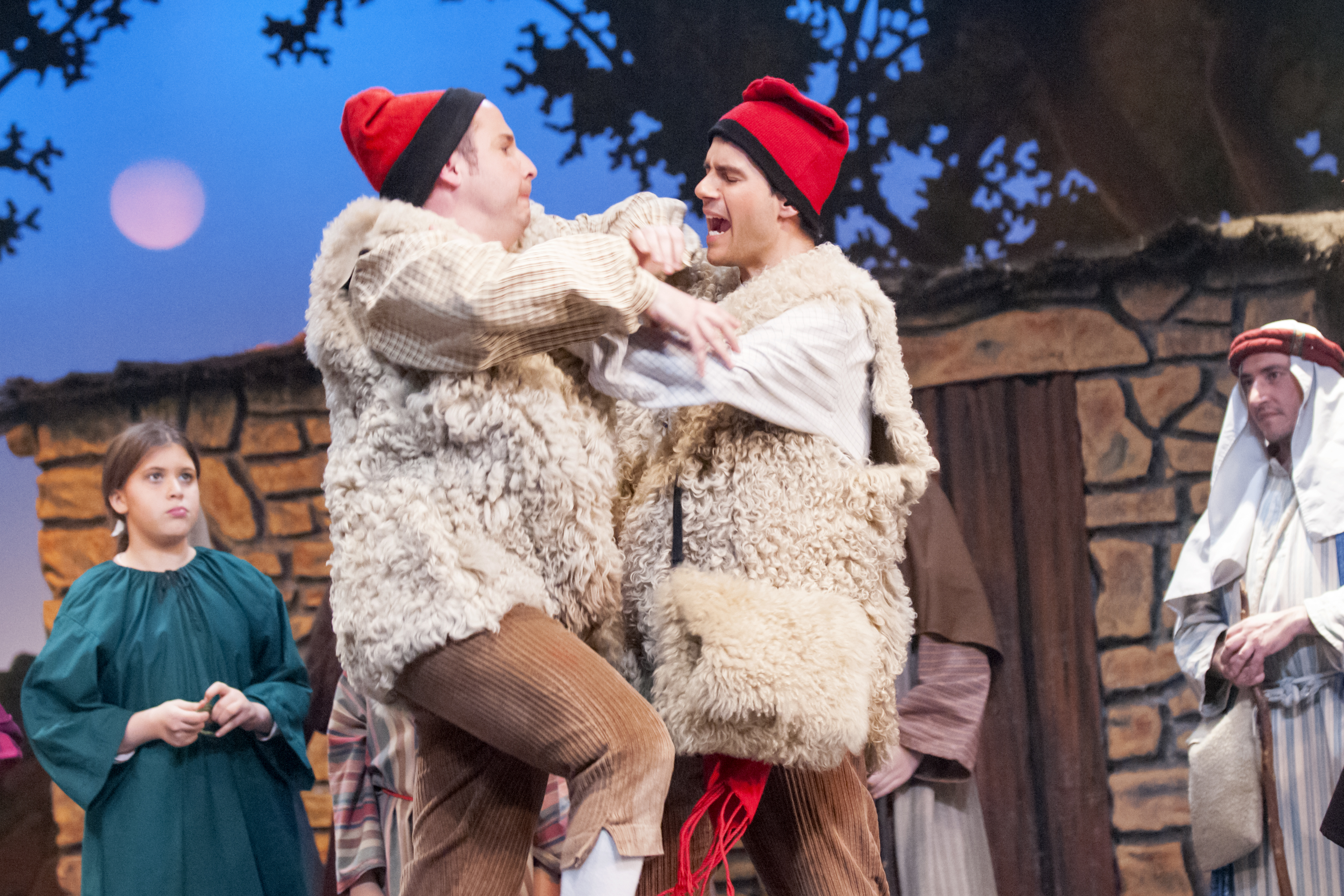
Lluquet i Rovelló. En la realitat, dos Alcaldes de la zona- Fonollosa i Veciana-

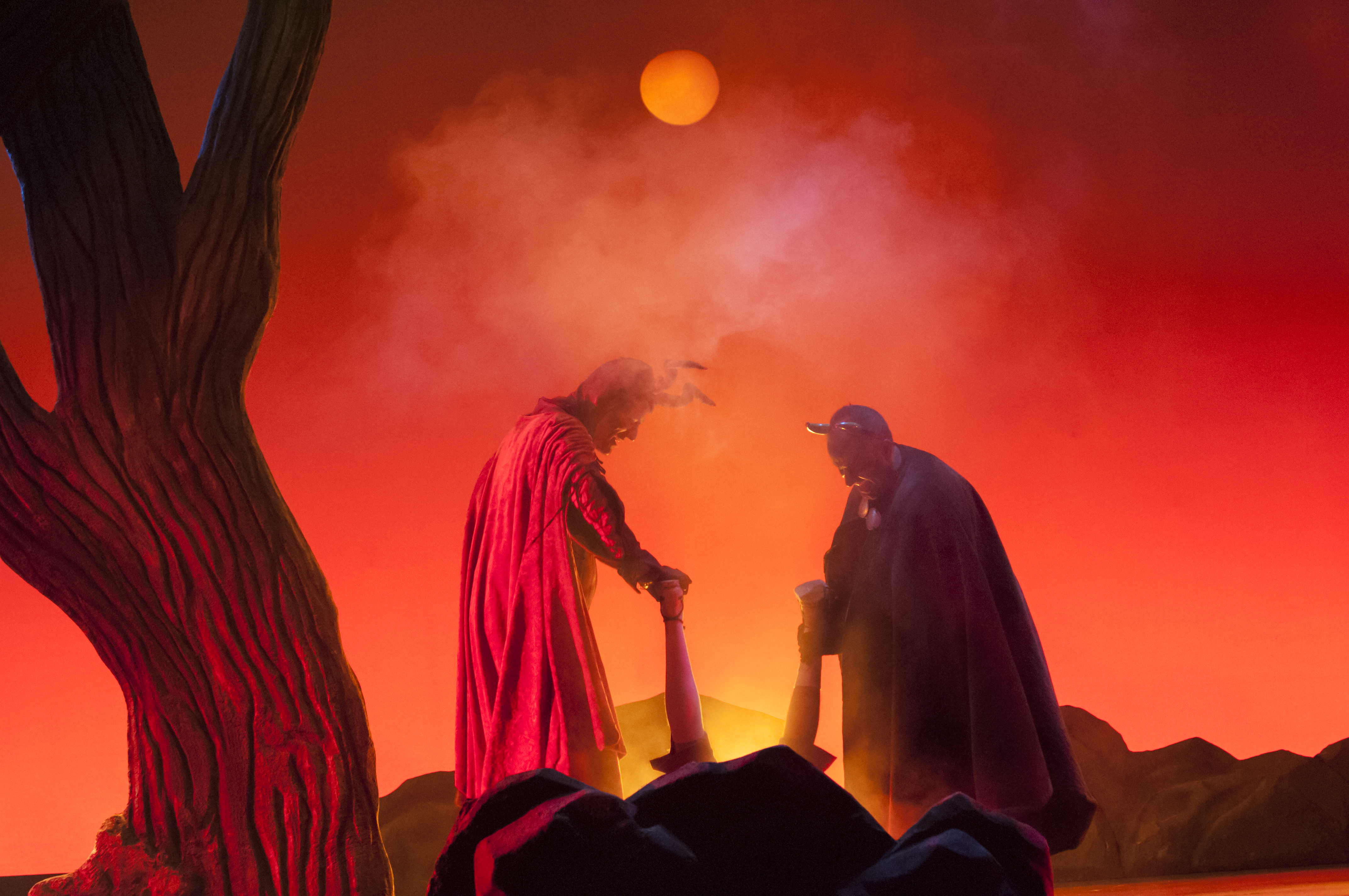
Escena de l'Engany Pastorets de Calaf

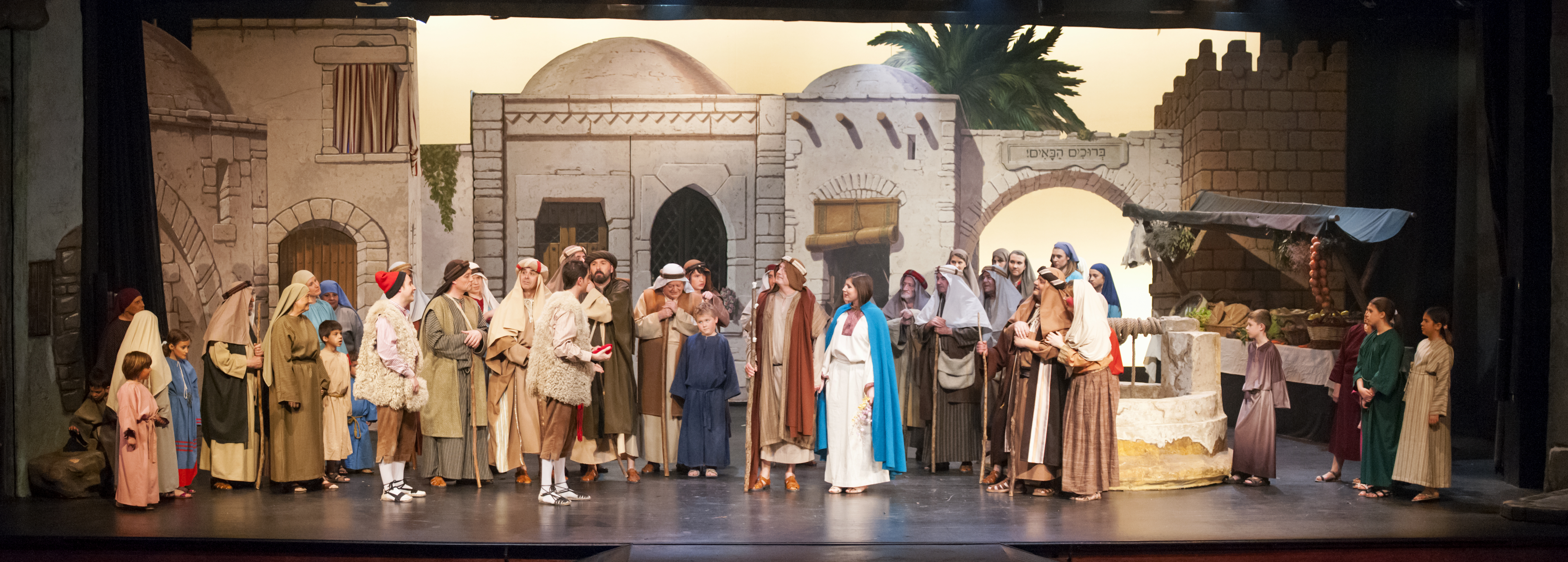
Escena del Poble. Pastorets de Calaf

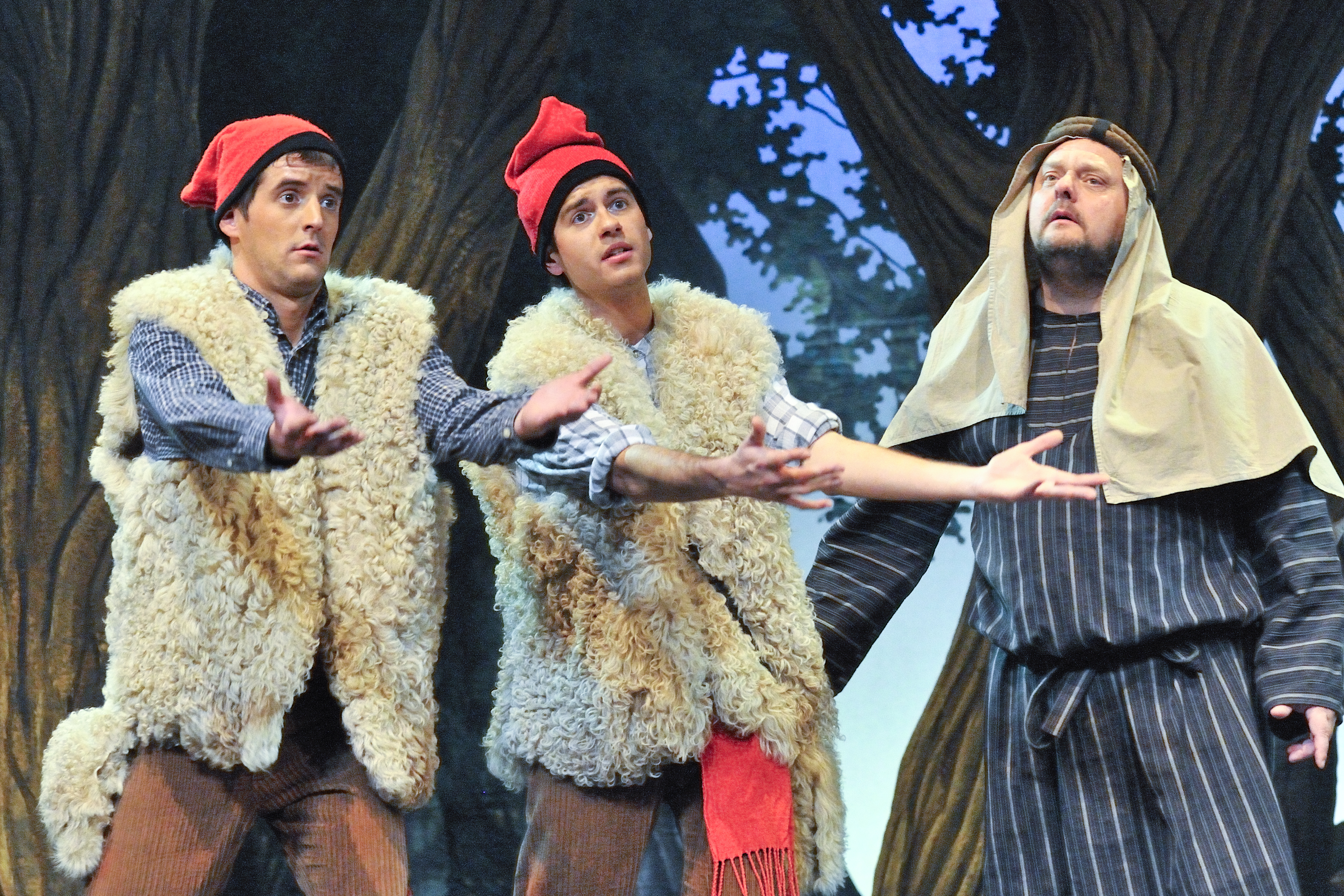
Escena de l'esmorzar. Pastorets de Calaf

Els Pastorets de Calaf, és l'expressió teatral, tradicional de Nadal, representada a Calaf des del 1925 a partir del text de Josep Maria Folch i Torres: "Els Pastorets o l'Adveniment de l'Infant Jesús". Les representacions s'iniciaren el Nadal de 1925 en el local del Centre Catòlic situat al carrer Sant Antoni, número 1. Des d'aquella data no s'ha utilitzat cap altre text que el de Folch i Torres i s'han representat quasi ininterrompudament fins avui. A partir del 1976 es representen al Casal de Calaf en unes noves instal·lacions. Es tracta d'un dels més ben valorats per la fidelitat al text original i per l'espectacularitat de la presentació.
L'any 1983, per invitació del Centre Dramàtic de la Generalitat de Catalunya, es representaren al Teatre Romea de Barcelona dins la temporada 1983-1984 i se'n feren 3 representacions. El 1986 se'n va fer una gravació expressa per a ser emesa per Televisió Espanyola que va ser reproduïda per TV2 aquell any i posteriors.
L'espectacle té una durada de 2 hores i mitja i hi participen unes 200 persones entre actors, tècnics i col·laboradors. Des de la temporada 2014-2015 se'n fa també una versió amb actors infantils amb el mateix text però amb una presentació i format diferents.
La música de Pastorets de Calaf correspon a una recopilació de músiques populars i pròpies de Mn. Valentí Miserachs feta el 1997 i, va ser el mateix autor qui en va fer una revisió l'any 2015 amb motiu del 90è. aniversari. Aquesta revisió, va ser interpretada i enregistrada a Calaf per la Cobla Sant Jordi Ciutat de Barcelona i el Cor Ars inNova sota la direcció del mateix autor i es va incorporar a l'espectacle. També se n'edità un disc.
Un complement destacat de Pastorets de Calaf, ha estat tradicionalment la cantada de cuplets que, acompanyats de diverses músiques, han cantat l'actualitat de cada moment amb ironia i humor dins l'escena posterior al prometatge del Lluquet i la Isabeló.

## Història

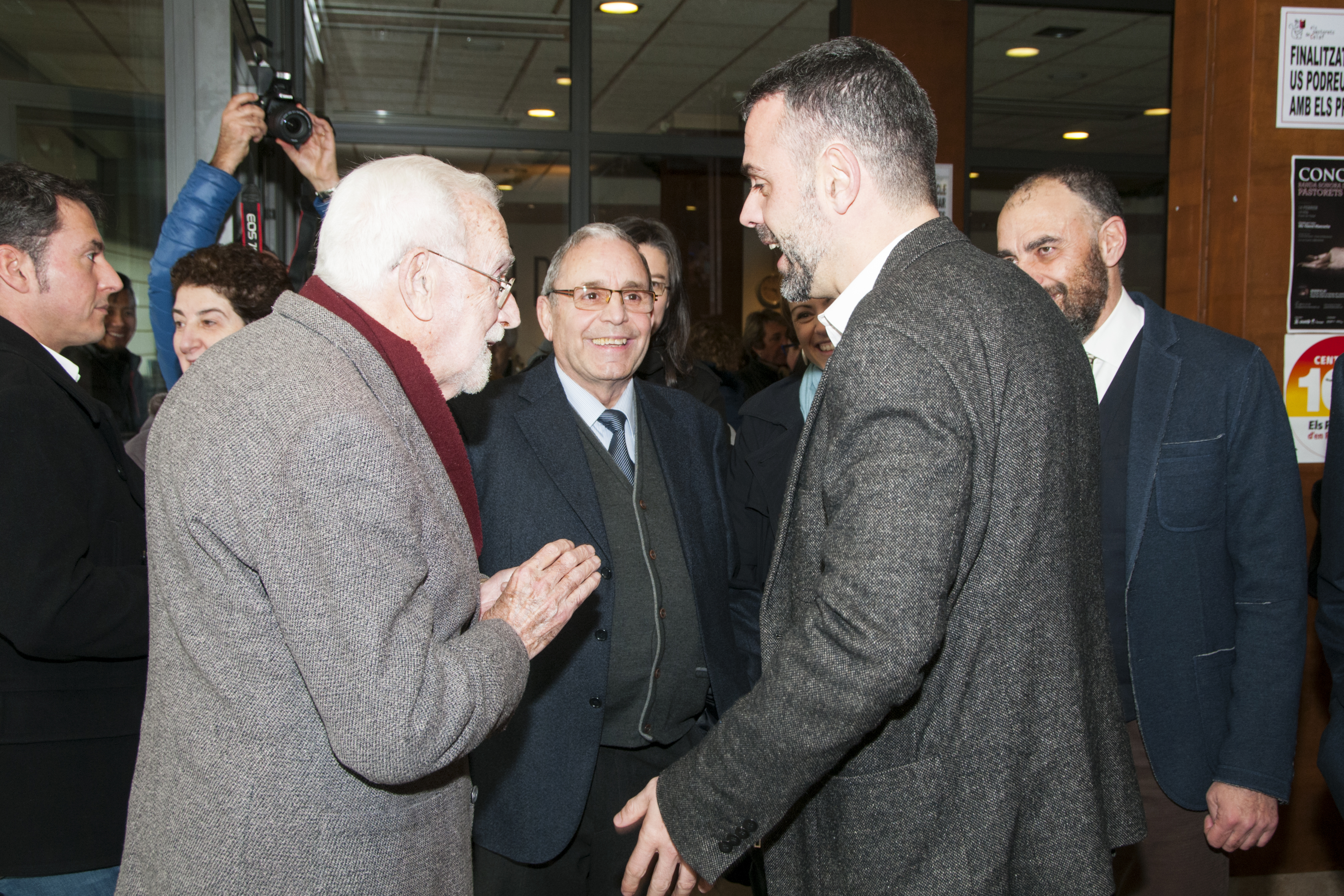
Dia 31-1-2016.Actes 90è. Aniversari.
Assistència a la representació del Conseller de Cultura Sr. Santi Vila i del Sr. Ramon Folch i Camarasa, escriptor i fill de l'autor.

Any 1925. Dia de Nadal. Primera representació al local del Centre Catòlic del carrer Sant Antoni a iniciativa de la secció local dels "Pomells de Joventut" i del "Grup Excursionista Calafí". Direcció de Tramoia i muntatge: Emili Sangenís; Direcció Artística: Lluis Sala Novau; Música: Mn. Pius Forn i Emili Sangenís; Efectes de llum: Francesc Villorvina. Tots els personatges del repartiment van ser interpretats exclusivament per homes, almenys fins a l'any 1929 segons informació transmesa oralment i corroborada per una relació manuscrita en un dels exemplars del moment que servia per assajar.
Anys 1929-1933. Interrupció de representacions per obres en el local.
Any 1934. Represa de les representacions. Es conserva un cuplet que en parla.
Anys1936-1938. Interrupció de representacions a causa de la guerra civil.
Any 1939. El mateix Desembre del 1939 es reprenen les representacions. Cuplet fet per Joan Oller Bonastre i cantat per Pere Fonoll Marcet que en parla.
Any 1950.Durant dos anys es representa per Pasqua, al mateix local, una versió en vers de la " Passió" obra de Mn. Ramon Vidal i Pietx.
Any 1974-1975. Interrupció de les representacions per mal estat del local del carrer Sant Antoni. Obres de construcció del nou local.
Any 1976. Per Nadal es reprenen les representacions al nou local amb nou muntatge.
Any 1983. Invitació del Centre Dramàtic de la Generalitat de Catalunya per fer 3 representacions al Teatre Romea. Trasllat d'escenografia,attrezzo i actors per les representacions del dia 30-12-1983 (dues) i 1-1-1984(una).
Any 1986. Gravació per part de Televisió Espanyola d'una representació especial emesa per TV2 aquell any i posteriors.
Any 1980. Bateig de la sala com a " Sala Josep Maria Folch i Torres" en el centenari del seu naixement -1880-1980-
Any 1997. Incorporació de la música de Mn. Valentí Miserachs a partir de temes i cantables populars i propis.
Any 2000. Commemoració del 75è, aniversari.
Any 2014. Presentació d'un llibre recull de cuplets de Pastorets de Calaf amb 200 textos recuperats que van des del 1934 fins al 2014.
Any 2015. Commemoració del 90è. aniversari